# Ralph Burns Among the JATP's
| Recensione | Giudizio |
| ---------- | -------- |
| AllMusic   | [ 1 ]    |

Ralph Burns Among the JATP's è il secondo album discografico del pianista, compositore e arrangiatore jazz statunitense Ralph Burns, pubblicato dall'etichetta discografica Norgran Records nel 1955.

## Tracce
Brani scritti ed arrangiati da Ralph Burns.
Lato A
1. Perpetual Motion – 5:04
2. Spring in Naples – 4:27
3. Sprang – 4:34
4. Chuck-A-Luck – 4:27

Lato B
1. Early Awedom – 3:53
2. Music for a Strip Teaser – 3:55
3. Pimlico – 5:30
4. Taxco – 4:39

## Musicisti
- Ralph Burns - arrangiamenti
- Al DeRisi - tromba
- Roy Eldridge - tromba
- Bernie Glow - tromba
- Lou Oles - tromba
- Al Porcino - tromba
- Bill Harris - trombone
- Jimmy Hamilton - clarinetto
- Sam Marowitz - sassofono alto
- Al Cohn - sassofono tenore
- Flip Phillips - sassofono tenore
- Danny Bank - sassofono baritono
- Oscar Peterson - pianoforte
- Ray Brown - contrabbasso
- Louis Bellson - batteria[4]